# 2004年勁歌金曲優秀選第一回得獎名單
2004勁歌金曲優秀選第一回是十大勁歌金曲頒獎典禮季選正式改名的首次優秀選，於2004年6月5日在將軍澳工業邨電視廣播城舉行，由林曉峰、陳松伶主持，優秀選歌曲會自動成為年尾舉行的十大勁歌金曲頒獎典禮的候選金曲。

## 得獎名單

### 優秀選得獎歌曲（按頒發次序排序）
- 一拍兩散 - 容祖兒
- 飲歌 - Twins
- 四月生日 - 梁詠琪
- 明天請早 - 許志安
- 嫁妝 - 陳慧琳
- 奇洛李維斯回信 - 薛凱琪
- 阿琴 - 鄧健泓
- 愛神 - 古巨基
- 六呎風雲 - 李克勤
- 小星星 - 楊千嬅
- 新聞女郎 - 梁漢文
- 香港地 - 陳冠希
- 假使我漂亮 - 關心妍
- 相依為命 - 陳小春
- 我們的合唱歌 - 2R

### Phone投歌曲獎
- 孩子王 - 吳浩康

### 最受歡迎國語歌曲獎
- 寓言 - 張韶涵
- 別再對我談起愛情 - 深南大道

### 新星試打三屆台主
- 思覺失調 - 劉浩龍
- 麥當娜一吻 - 薛凱琪

### 最受歡迎廣告歌曲獎
- 美麗在唱歌 - 盧巧音